# Юліана Штольберзька
Юліана Штольберзька (нім. Juliana zu Stolberg, 15 лютого 1506 — 18 червня 1580) — представниця німецького аристократичного роду Штольбергів, донька графа Штольберг-Хонштайна та Вернігероде Бодо VIII та графині Еппштайн-Кьонігштайн Анни, дружина графа Ганау-Мюнцеберга Філіпа II, а після його смерті — графа Нассау-Ділленбурга Вільгельма Багатого, матір першого штатгальтера Нідерландів Вільгельма Мовчазного. Прародителька Оранської династії.

## Біографія
Юліана народилась 15 лютого 1506 року в замку Штольбергів в горах Гарцу. Була п'ятою дитиною та другою донькою в родині графа Штольберг-Хонштайна Бодо VIII та його дружини Анни Еппштайн-Кьонігштайн. Своє ім'я отримала на честь популярної місцевої святої Юліани Нікомідії, яка загинула під час гонінь християн Діоклетіаном. Мала старших братів Вольфганга, Бодо та Людвіга й сестру Анну. Згодом родина поповнилася вісьмома молодшими дітьми.
Батько у 1511 році став володарем Вернігероде. Дитинство та юність Юліани пройшли у замках Штольберг, Хойнштайн та Вернігероде. Виховувалась дівчинка у реформатській вірі. У 13 років її разом з кількома братами та сестрами відправили у гори Таунус до двору бездітного дядька Ебергарда Кьонігштайна для здобуття подальшої освіти.
У 17-річному віці була видана заміж за 22-річного графа Ганау-Мюнценберга Філіпа II. Весілля пройшло 9 червня 1523 року. В подружжя народилося п'ятеро дітей.
Мешкало сімейство переважно у замку Ганау, який у 1528 році граф узявся укріплювати. Також у їхньому володінні перебував замок Віндекен. Філіп помер молодим навесні 1529 року. Наступного дня після його похорону графиня народила молодшу доньку.
У 25 років Юліана вийшла заміж вдруге за 44-річного графа Нассау-Ділленбурга Вільгельма, на прізвисько Багатий, який овдовів тим же місяцем, що й вона. Брат нареченого Генріх пропонував йому кандидатури принцес Лотарингії, Саксонії та Вюртембергу, однак Вільгельм обрав Юліану, яку знав більше десяти років та яку називали Прекрасною Графинею. Весілля пройшло 20 вересня 1531 у Верхньому замку Зігена. У нареченого від першого шлюбу залишилась донька. Юліана зі своїми дітьми переїхали до них у Ділленбург. У подружжя народилося дванадцятеро спільних дітей
Також Вільгельм був графом Катценельнбогена та Діца. Хоча він входив до Шмалькальденської ліги, воювати проти імператора відмовився, що дозволило йому уникнути суду. Помер восени 1559 року.
Збереглися численні листи Юліани до синів, де вона наставляє їх на шлях доброчесного життя та віри в бога замість розпусти та пияцтва. Графиня користувалася величезною пошаною у колі родини. Була відома своїм благочестям.
В останні роки багато хворіла. За два дні до смерті зізнавалася, що з нетепінням чекає кінця. Померла у 74-річному віці у Ділленбурзькому замку. Була похована у євангелічній церкві Ділленбурга.

## Родина
Чоловік — Філіп II Ганау-Мюнценберзький
Діти:
- Рейнгард (10—12 квітня 1524) — прожив 2 дні;
- Катаріна (1525—1581) — дружина графа цу Від-Рункель Йоганна IV, мала семеро дітей;
- Філіп (1526—1561) — граф Ганау-Мюнценбурга у 1529—1561 роках, був одружений із пфальцграфинею Єленою Зіммерською, мав п'ятеро дітей;
- Рейнгард (1528—1554) — одруженим не був, дітей не мав;
- Юліана (1529—1595) — була двічі одружена, мала трьох дітей від першого шлюбу.

Чоловік — Вільгельм I Нассау-Ділленбурзький
Діти:
- Вільгельм (1533—1584) — принц Оранський у 1544—1584 роках, штатгальтер Голландії та Зеландії у 1579—1584 роках, був чотири рази одруженим, мав шістнадцятеро дітей;
- Германна (1534—пом. молодою) — одружена не була, дітей не мала;
- Ян VI (1536—1606) — граф Нассау-Ділленбурга у 1559—1606 роках, був тричі одруженим, мав численних нащадків;
- Людвіг (1538—1574) — одруженим не був, дітей не мав;
- Марія (1539—1599) — дружина графа ван дер Берга Вільгельма IV, мала шістнадцятеро дітей;
- Адольф (1540—1568) — граф фон Нассау, одруженим не був, дітей не мав;
- Анна (1541—1616) — дружина графа Нассау-Вайльбурга Альбрехта, мала чотирнадцятеро дітей;
- Єлизавета (1542—1603) — дружина графа Сольмс-Браунфельса Конрада, мала чотирнадцятеро дітей;
- Катерина (1543—1624) — дружина графа Шварцбурга-Арнштадта Гюнтера XLI, дітей не мала;
- Юліана (1546—1588) — дружина графа Шварцбурга-Рудольштадта Альбрехта VII, мала десятеро дітей;
- Магдалена (1547—1633) — дружина графа Гогенлое-Вайкерсгайм Вольфганга, мала п'ятнадцятеро дітей;
- Генріх (1550—1574) — одруженим не був, дітей не мав.

## Вшанування
- У 1930 році в Гаазі було відкрито пам'ятник графині Юліані та її п'яти синам від другого шлюбу. Висота монумента становить 6.5 метрів.
- На честь 500-річчя від дня народження Юліани на її честь було названо сорт троянд.[3][4]